# Länghems socken
Länghems socken i Västergötland ingick i Kinds härad, ingår sedan 1971 i Tranemo kommun och motsvarar från 2016 Länghems distrikt.
Socknens areal är 97,18 kvadratkilometer varav 84,95 land. År 2000 fanns här 1 466 invånare. Torpa stenhus samt tätorten Länghem med sockenkyrkan Länghems kyrka ligger i socknen. 

## Administrativ historik
Socknen har medeltida ursprung. 
Vid kommunreformen 1862 övergick socknens ansvar för de kyrkliga frågorna till Länghems församling och för de borgerliga frågorna bildades Länghems landskommun. Landskommunen utökades 1952 och upplöstes 1967 då denna del uppgick i Tranemo landskommun som 1971 ombildades till Tranemo kommun.
1 januari 2016 inrättades distriktet Länghem, med samma omfattning som församlingen hade 1999/2000.  
Socknen har tillhört län, fögderier, tingslag och domsagor enligt vad som beskrivs i artikeln Kinds härad. De indelta soldaterna tillhörde Älvsborgs regemente, Norra Kinds kompani och Västgöta regemente, Elfsborgs kompani.

## Geografi
Länghems socken ligger sydost om Borås med Yttre Åsunden och Torpasjön i norr, Simmesjön i söder och Ätran i nordväst. Socknen har odlingsbygd kring sjöarna och är i övrigt en sjö- och mossrik skogsbygd.
1930 hade socknen 1 297 invånare och 1445 hektar åker och 4967 hektar skogsmark.

## Geografisk avgränsning
På den lilla holmen Trollö mitt i sjön Yttre Åsunden ligger "fyrsockenmötet" Länghem-Finnekumla-Tvärred-Dannike. Härifrån går socknens gräns i norr mot Dannike socken och Borås kommun från Trollö rakt västerut genom Oset och rakt in i Ätran, som gränsen följer nedströms på en sträcka av cirka 5 kilometer till "tresockenmötet" Länghem-Dannike-Hillared. Detta tresockenmöte ligger mitt i Ätran cirka 500 meter väster om byn Fägerhult. Sockengränsen mellan Länghem och Hillareds socken följer Ätran ytterligare cirka 2 km nedströms varefter den viker mot söder och korsar Veka Öjasjö (174 m ö.h.). Gränsen passerar riksväg 27 och faller ut i Björsjön (169 m ö.h.). Här ligger "tresockenmötet" Länghem-Hillared-Sexdrega. Länghems socken gränsar här i sydväst mot Sexdrega socken på en sträcka av cirka 6 km fram till "tresockenmötet" Länghem-Sexdrega-Ullasjö. 
I söder avgränsas Länghems socken helt av Ullasjö socken på en sträcka av cirka 10 km. Denna gräns passerar socknens sydligaste punkt i Simmesjön (150 m ö.h.) och når cirka 1 km söder om byn Grälåsa ett "fyrsockenmöte" Länghem-Ullasjö-Tranemo-Månstad. Härifrån gränsar socknen i sydost mot Månstads socken på en sträcka av cirka 10 km till "tresockenmötet" Länghem-Månstad-Finnekumla. Härifrån avgränsas socknen cirka 6 km av Finnekumla socken. Gränsen löper som vattengräns cirka 4 km mitt i Yttre Åsunden i nordlig riktning fram till Trollö (jfr ovan). 

## Fornlämningar
Hällkistor från stenåldern är funna. Från bronsåldern finns gravrösen, skålgropsförekomster och hällristningar. Från järnåldern finns gravfält med domarringar och resta stenar. En runsten har påträffats vid Lilla Svenstorp.

## Namnet
Namnet skrevs 1327 Langeem och kommer från kyrkbyn. Namnet innehåller langer, 'lång' och hem, 'boplats, gård'.